# Влад
„Влад“ (на румънски: Vlad) е румънски сериал, драма, излъчен за първи път през 2019 г.

## Излъчване
| Сезон | Епизоди | Начало на сезона | Край на сезона  | Всички епизоди | ТВ сезон | ТВ канал | Дата и час         |
| ----- | ------- | ---------------- | --------------- | -------------- | -------- | -------- | ------------------ |
| 1     | 13      | 25 февруари 2019 | 20 май 2019     | 1 – 13         | 2019     | Pro TV   | понеделник (20:30) |
| 2     | 13      | 9 септември 2019 | 9 декември 2019 | 14 – 26        | 2019     | Pro TV   | понеделник (20:30) |
| 3     | 13      | 24 февруари 2020 | 9 ноември 2020  | 27 – 39        | 2020     | Pro TV   | понеделник (20:30) |
| 4     | 13      | 6 септември 2021 | 6 декември 2021 | 40 – 52        | 2021     | Pro TV   | понеделник (21:30) |

## Излъчване в България
| Сезон | Епизоди | Начало на сезона  | Край на сезона      | Всички епизоди | ТВ сезон | ТВ канал | Дата и час                         |
| ----- | ------- | ----------------- | ------------------- | -------------- | -------- | -------- | ---------------------------------- |
| 1     | 17      | 4 януари 2021 г.  | 26 януари 2021 г.   | 1 – 17         | 2021 г.  | bTV      | всеки делничен ден (21:00)         |
| 2     | 17      | 27 януари 2021 г. | 18 февруари 2021 г. | 18 – 34        | 2021 г.  | bTV      | всеки делничен ден (21:00)         |
| 3     | 26      | 4 януари 2022 г.  | 17 февруари 2022 г. | 35 – 60        | 2022 г.  | bTV      | от понеделник до четвъртък (21:30) |
| 4     | 27      | 1 август 2022 г.  | 2 септември 2022 г. | 61 – 87        | 2022 г.  | bTV      | всеки делничен ден (21:00)         |

## Актьорски състав
- Адриан Нартея – Влад Поп
- Ангел Дамиан – Адриан Ануцей
- Олимпия Мелинте – Елиза Стамате/Драгомир
- Андрей Арадиц – Щефан Драгомир
- Диана Сар – Роксана Стамате
- Емилиан Опреа – Леонард Казаку „Лео“
- Константин Котиманис – Чезар Кристоловиану „Инженера“
- Тудор Опришан – Матей Драгомир
- Виктория Ръйлеану – Мики
- Моника Бирлъдану – Карла
- Георге Пищерану – Тибор
- Ион Хайдук – Петре Ануцей
- Аура Кълърашу – Мария Ануцей
- Щефан Ианку – Разван Ануцей
- Дани Попеску – Барбу
- Дан Кондураке – Тити Стамате
- Елвира Деатку – Делия Лазар
- Анда Сарбей – Юлия
- Адриан Титиени – Богдан Йордаке
- Ралука Апроду – Ивана Драгой
- Мариус Маноле – Прокурор Тотеану
- Летиция Влъдеску – Нела

## В България
В България сериалът започва на 4 януари 2021 г. по bTV и завършва на 26 януари. На 27 януари стартира втори сезон и завършва на 18 февруари. На 4 януари 2022 г. започва трети сезон и завършва на 17 февруари. На 1 август стартира четвърти сезон и завършва на 2 септември. Дублажът е на студио VMS. Ролите се озвучават от Гергана Стоянова, Елена Бойчева, Иван Велчев, Симеон Владов и Момчил Степанов.
На 29 септември започва повторно излъчване на първи и втори сезон по bTV Lady и завършва на 15 ноември. На 11 октомври 2022 г. започва повторно излъчване на трети сезон и завършва на 15 ноември. На 2 март 2023 г. започва ново повторение и завършва на 30 юни.